# Aclytia signatura
Aclytia signatura är en fjärilsart som beskrevs av Walker 1854. Aclytia signatura ingår i släktet Aclytia och familjen björnspinnare. Inga underarter finns listade i Catalogue of Life.